# Seeheimer Düne
Die Seeheimer Düne (auch Bickenbacher Düne genannt) ist ein FFH-Gebiet und flächenhaftes Naturdenkmal in der Gemarkung von Seeheim, Gemeinde Seeheim-Jugenheim im Landkreis Darmstadt-Dieburg in Südhessen. Die Flugsanddüne ist Lebensraum für zahlreiche seltene und gefährdete Tier- und Pflanzenarten.

## Lage
Die „Seeheimer Düne“ liegt im Naturraum Hessische Rheinebene auf 120 Meter Meereshöhe. Sie gehört zu dem etwa 10 Kilometer breiten Gürtel von Flugsanddünen zwischen Darmstadt und Rastatt, in dem am Ende der letzten Eiszeit kalkhaltige Sande zu Dünen angeweht worden waren. Das Schutzgebiet befindet sich etwa 250 m westlich vom Ortsrand von Seeheim und direkt östlich der Bundesstraße 3. Es umfasst eine Fläche von 0,6980 Hektar.

## Schutzziele
Die Seeheimer Düne zeichnet sich durch hervorragend ausgebildete Bestände der Lebensraumtypen „Trockene, kalkreiche Sandrasen“ (LRT 6120) und „Subpannonische Steppen-Trockenrasen“ (LRT 6240) aus. Steppenrasen kommen in Mitteleuropa nur inselartig auf einigen Flugsanddünen der Oberrheinebene vor. Die Sandbiotope sind Lebensraum für zahlreiche hochgradig gefährdete Pflanzen- und Tierarten, unter anderem die Sand-Silberscharte. Als Pflegeziel sollen die offenen, nährstoffarmen Sandrasenflächen erhalten werden. Dazu sollen Pflegemaßnahmen wie Entbuschungen, jährliche Beweidungen durch Esel und Schafe, oder Mahd stattfinden.

## Geschichte
Der Antrag auf Unterschutzstellung wurde bereits im Juli 1940 gestellt. Damals muss die Dünenfläche noch wesentlich größer gewesen sein, da allein ihr Kernbereich mit einem Hektar angegeben wurde. Es gab erheblichem Widerstand in der Gemeinde, die das Gebiet zum Spargelanbau nutzen wollte. Schließlich wurde die Seeheimer Düne mit Verordnung vom 28. November 1955, veröffentlicht am 1. Dezember 1955 als flächenhaftes Naturdenkmal „Bickenbacher Düne“ ausgewiesen. Diese Bezeichnung war nicht eindeutig, denn es gab südlich von Bickenbach eine weitere Düne (östlich der Bundesstraße 3 in der Flur „Hohsand“, welche heute völlig mit Wohngebieten überbaut ist).
Bis zur Ausweisung waren bereits wesentliche Teile der Düne beschädigt worden. Trotz Unterschutzstellung wurde 1962 ein Teil der Fläche zum Füllen von Sandsäcken abgebaggert. Nach 1962 kam es entlang der Bundesstraße zu wilden Müll- und Schuttablagerungen, die das Schutzgebiet stark beeinträchtigten. Anstelle einer Beseitigung wurden sie mit Sand von der Düne abgedeckt, wobei etwa drei Viertel der Fläche des Naturdenkmals vernichtet wurden. 1971 begann sich der Steppenrasen aus den erhaltenen Resten langsam zu regenerieren. 1980 wurde auf Flächen des Naturdenkmals illegal eine Reithalle errichtet. Nach dem verfügten Baustopp wurde durch einen Abweichungsantrag die geschützte Fläche nochmals verkleinert.
Seit 1984 sichern Pflegemaßnahmen den Erhalt der seltenen Sand- und Steppenbiotope. 2005 erhielt das vorher isolierte Gebiet durch eine neu angelegte Sandaufschüttung eine Verbindung mit den weiter südlich vorkommenden Sandrasen. Mit Verordnung vom 16. Januar 2008 wurde die Seeheimer Düne in identischer Abgrenzung als Natura2000-Gebiet geschützt (FFH-Gebiet 6217-302).

## Flora und Fauna
Zu den besonderen Pflanzen im Schutzgebiet zählen Haar-Pfriemengras, Badener Rispengras, Gewöhnliches Nadelröschen, Steppen-Wolfsmilch, Sand-Strohblume, Sommerwurz-Arten, Sand-Steinkraut, Sand-Silberscharte, Blaugrünes Schillergras, Gelbes Sonnenröschen, Sand-Veilchen und Sand-Radmelde. Außerdem werden Kugel-Lauch, Hügel-Meier, Ohrlöffel-Leimkraut, Duft-Skabiose und Echtes Federgras genannt.
In den Steppenrasen hat die Flechte Cladonia ciliata ein überregional bedeutsames Vorkommen. 40 Pilzarten wurden nachgewiesen, unter anderem Dünen-Stinkmorchel, Schwarzbehöfter Stielbovist, Gewimperter Stielbovist und Winter-Stielbovist.
Im Gebiet leben Zauneidechse und Blindschleiche. Rote Röhrenspinne, Dünen-Sandlaufkäfer, Himmelblauer Bläuling und Wolfsmilchschwärmer sind in den Sandrasen aktiv. 18 Heuschreckenarten besiedeln das Gelände, darunter Blauflügelige Ödlandschrecke, Weinhähnchen und Gefleckte Keulenschrecke. 125 Arten von Wildbienen wurden erfasst, davon 33 Arten der Roten Liste. Unter den 17 Schneckenarten sind die stark gefährdete Gestreifte Heideschnecke und die Gemeine Heideschnecke.

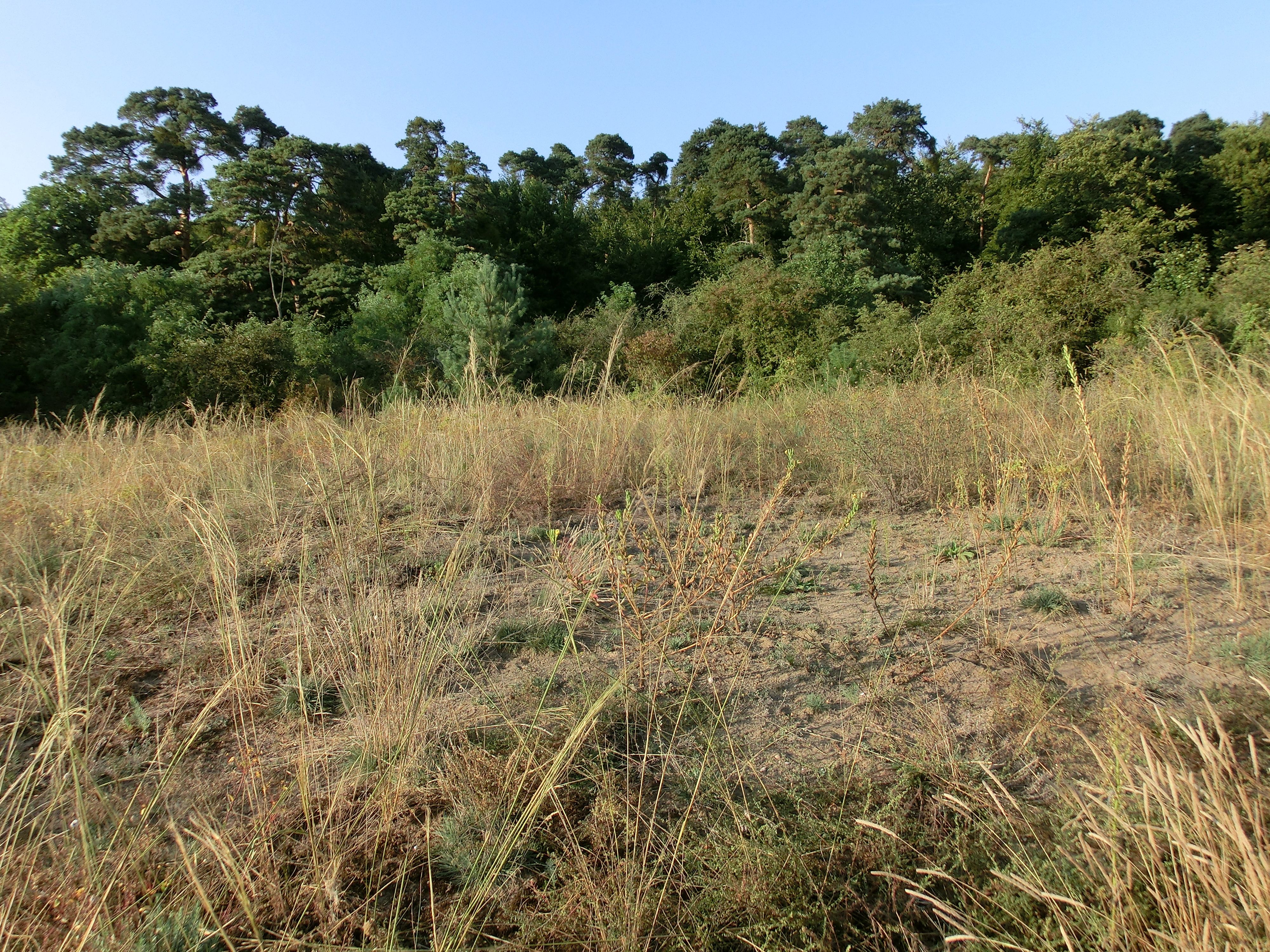
Seeheimer Düne, Steppenrasen, unter anderem mit Haar-Pfriemengras (Stipa capillata) (2012)
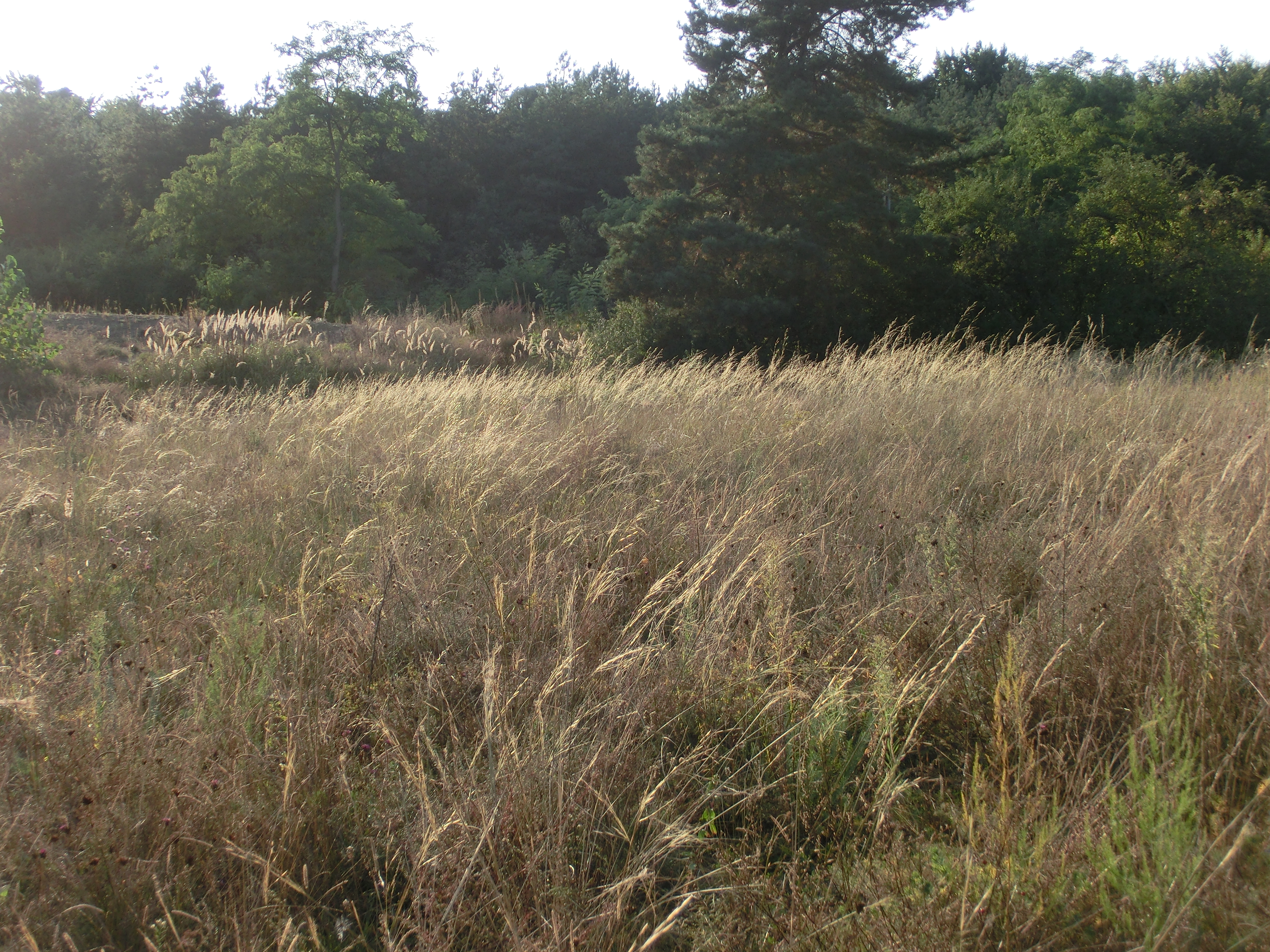
Steppenrasen, unter anderem mit Haar-Pfriemengras (2012)
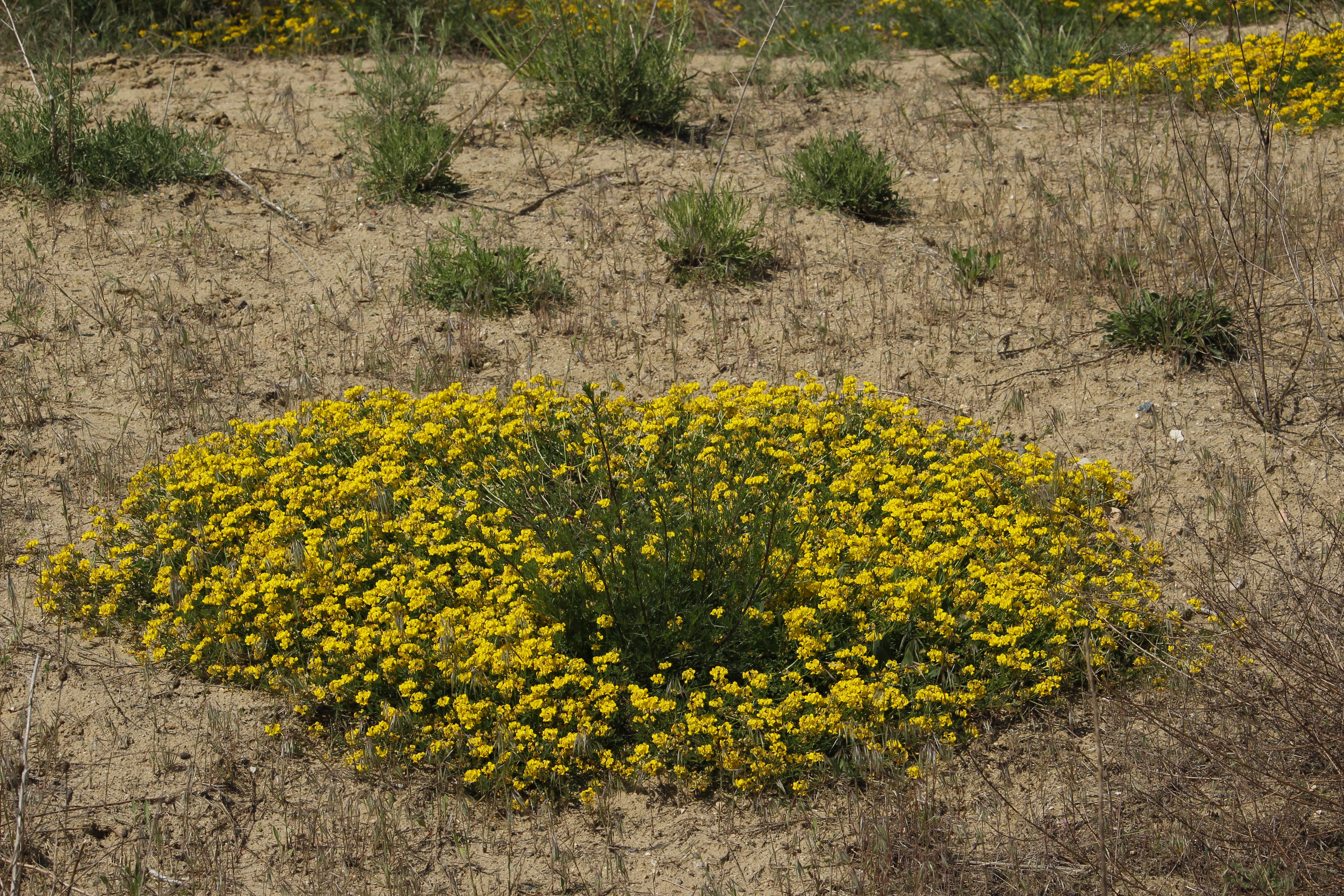
Sandrasen, Gewöhnlicher Hufeisenklee (2018)
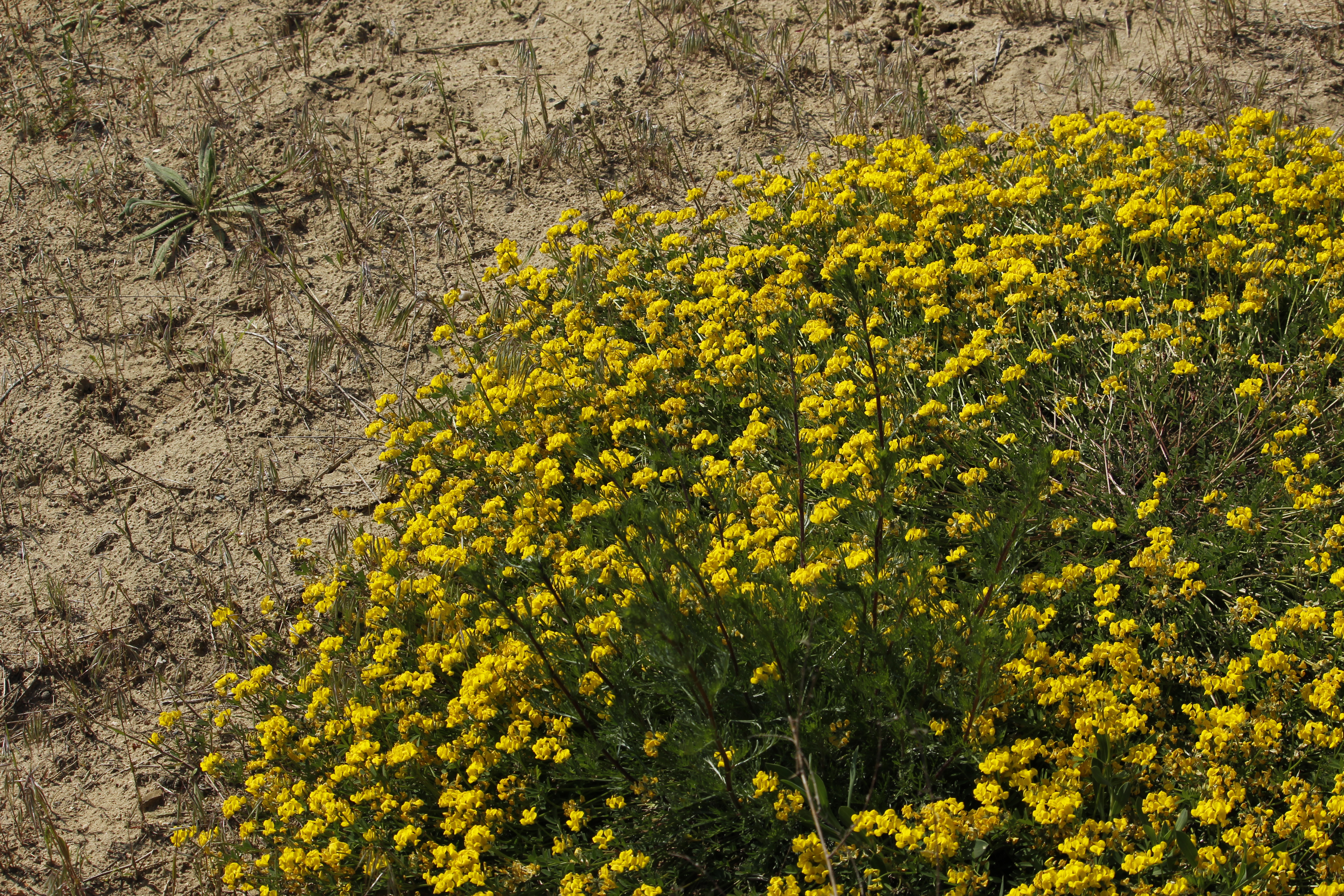
Blühender Hufeisenklee (2018)
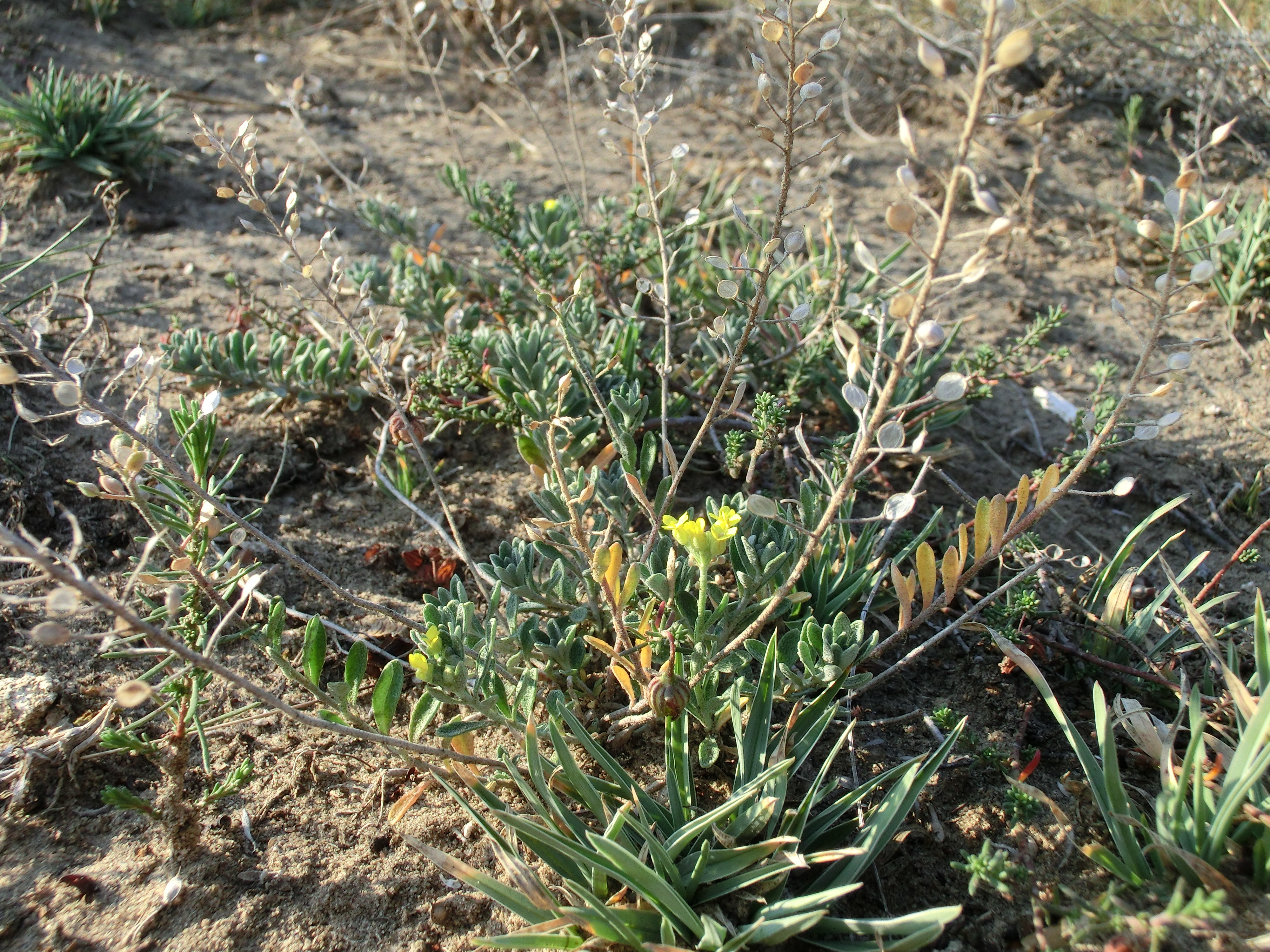
Sand-Steinkraut (Alyssum montanum subsp. gmelinii) (2012)

## Beeinträchtigungen
Die Sand- und Steppenrasen sind durch das Aufkommen von Gehölzen gefährdet. Stellenweise breitet sich das konkurrenzstarke, ortsfremde Land-Reitgras aus.